# Gobernador de Coahuila
El Gobernador del Estado Independiente, Libre y Soberano de Coahuila de Zaragoza es el titular del Poder ejecutivo  del Estado Independiente, Libre y Soberano de Coahuila de Zaragoza, según su Constitución Política, el ejercicio del Poder Ejecutivo de esta entidad mexicana, se deposita en un solo individuo, que se denomina y que es electo para un periodo de 6 años no reelegibles por ningún motivo. 
El periodo gubernamental comienza el día 1 de diciembre del año de la elección y termina el 30 de noviembre después de haber transcurrido seis años.
El estado de Coahuila fue creado en 1824 con el nombre de Coahuila y Texas, siendo uno de los estados originales de la federación, por lo cual a lo largo de su vida histórica ha pasado por todos los sistemas de gobierno vigentes en México, tanto el sistema federal como el sistema central, por lo que la denominación de la entidad ha variado entre estado y departamento; variando junto con ella, la denominación del titular del Poder Ejecutivo del Estado.

## Historia
Tras la consumación de la independencia de México en 1823, se creó un Congreso Constituyente, el cual sin embargo, ante la complicada situación no pudo llevarse a cabo, por lo que un año después, el 15 de agosto de 1824, se convocó otro Congreso Constituyente, el cual finalmente llevó a la promulgación de la Constitución de Coahuila y Texas, en la que se establecía el cargo de Gobernador del Estado de Coahuila y Texas, para el cual fue designado Rafael Gonzáles.

## Facultades y obligaciones
La constitución del Estado de Coahuila define los deberes y poderes del gobernador:
- Llevar las relaciones entre el Estado y los Gobiernos General y de los Estados.

- Promover por los medios que estime convenientes, el mejoramiento de las condiciones económicas y de bienestar de la colectividad, fomentando el aumento y la justa distribución de la riqueza pública en el Estado, dando impulso a la explotación adecuada de todas las fuentes de producción, así como otorgando facilidades y estímulos para la inversión de capitales en actividades que permitan la creación de nuevos centros de trabajo.

- Cuidar de la observancia de la Constitución Política de los Estados Unidos Mexicanos y de la particular del Estado, así como promulgar, publicar y hacer cumplir las leyes o decretos que expida el Congreso Estatal.

- Asistir e informar al Congreso, el 30 de noviembre de cada año o bien, dentro de los primeros quince días del mes de noviembre del año que corresponda tratándose del último año de su gestión, sobre el estado general que guarda la administración pública estatal.

- Cuando salga del país en viajes oficiales, informar a su regreso, al Congreso o a la Diputación Permanente, sobre los resultados obtenidos en las gestiones realizadas, lo cual podrá hacer por escrito o por comparecencia.

- Rendir los informes que le solicite el Congreso del Estado en los términos de la fracción XL del artículo 67.

- Presentar al Congreso la cuenta pública, dentro del término que disponga la Ley.

- Presentar al Congreso la Iniciativa de Ley de Ingresos y el Proyecto de Presupuesto de Egresos del Estado, correspondientes a cada ejercicio fiscal.

- Facilitar al Poder Judicial los auxilios que necesite para el ejercicio de sus funciones.

- Proteger la seguridad de las personas, bienes y derechos de los individuos, y al efecto, mantener el orden, paz y tranquilidad pública en todo el Estado, haciendo respetar las garantías individuales.

- Impedir los abusos de la fuerza armada contra los ciudadanos y los pueblos, haciendo efectiva la responsabilidad en que ella incurriere.
- Procurar la conservación de la salubridad e higiene públicas.

- Proveer el buen estado y seguridad de los caminos.

- Exigir mensualmente a la Secretaría de Finanzas del Estado, la cuenta de ingresos y egresos, y remitirla al Congreso o a la Diputación Permanente.

- Cuidar de los fondos públicos que en todo caso estén bien asegurados y de que su recaudación y distribución se hagan con arreglo a las leyes.

- Dictar las medidas necesarias para la seguridad de los fondos del Estado, en caso de suspensión de algunos de los servidores públicos que los manejen.

- Visitar periódicamente los Municipios para atender sus necesidades y buscar soluciones en forma conjunta.

- Solicitar información de los órganos electorales, en relación con las elecciones que se verifiquen en el Estado.

- Promover y vigilar el culto a los símbolos patrios.

- Los demás deberes que le impongan la Constitución Política de los Estados Unidos Mexicanos, esta Constitución y otros ordenamientos legales.

## Proceso de elección

### Requisitos para asumir el cargo
Según la Constitución, los requisitos para ser gobernador son;
I. Ser ciudadano mexicano por nacimiento.
II. Haber cumplido 30 años de edad para el día de la elección.
III. Ser coahuilense por nacimiento o tener una residencia efectiva en el Estado no menor de cinco años inmediatamente anteriores al día de la elección.
IV. No encontrarse en el supuesto a que se refiere el segundo párrafo del artículo 30 de esta Constitución.
V. No ser secretario de la administración pública estatal, magistrado del Poder Judicial, presidente municipal, síndico o regidor, consejero o integrante del órgano de dirección de los organismos públicos autónomos, magistrado del Tribunal de Justicia Administrativa de Coahuila de Zaragoza, Fiscal General del Estado, titulares de los organismos descentralizados, miembro de los órganos directivos y técnicos o integrante del cuerpo del servicio profesional electoral del Instituto, ni secretario del Tribunal Electoral del Estado de Coahuila de Zaragoza, salvo que se separe de su encargo en los términos que señale la legislación reglamentaria.
VI. No haber figurado directa ni indirectamente en alguna asonada, motín o cuartelazo.

VII. No haber sido condenado en juicio por robo, fraude, abuso de confianza, falsificación y otro delito infamante.

### Elección
Para la designación del gobernador de Coahuila, se realizarán mediante elecciones «libres, auténticas y periódicas», que se celebrarán el primer domingo de junio del año correspondiente, organizadas por el Instituto Electoral de Coahuila, y tras terminar su mandato no puede volver a reelegirse por ningún motivo, aunque haya sido interino, provisional o encargado del despacho.

## Sucesión

### Falta temporal
Si la falta temporal dura 30 días o menos, el Congreso designará un gobernador interino como reemplazo en lo que dure esa falta. Si la falta dura más de 30 días, resolverá sobre dicha licencia y nombrará, en su caso, un Gobernador Interino.

### Falta absoluta
En caso de que la falta sea absoluta, si ocurre durante los primeros tres años del periodo constitucional, el Congreso del Estado nombrará a un gobernador interino, designado mediante elecciones extraordinarias convocadas. Si la falta ocurre durante los últimos tres años, el Congreso designará un gobernador sustituto para concluir el periodo constitucional. Solo se puede renunciar al cargo por causas graves, y dicha renuncia debe estar ratificada por el Congreso Estatal.